# 메갈란코사우루스

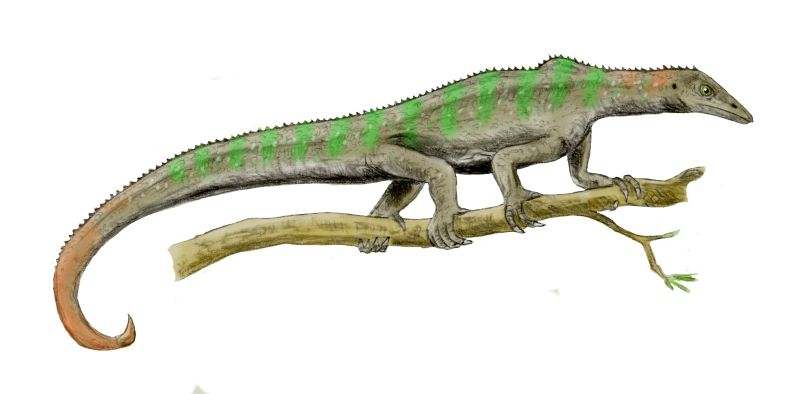

메갈란코사우루스(학명:Megalancosaurus preonensis)는 도마뱀아목에 드레파노사우루스과에 속하는 도마뱀이다. 지금은 멸종한 종으로 몸길이가 25cm인 작은 도마뱀에 속한다.

## 특징
메갈란코사우루스는 이탈리아 북부의 후기 트라이아스기 돌로미아 디 포르니 형성 및 조르지노 석회암에서 멸종된 파충류의 속성으로 가장 잘 알려진 드레파노사우루스과 중 하나이다. 그 종류는 M. preonensis이다 그 동물의 학명을 번역하면 "preone 계곡에서 온 긴 무장 파충류"가 될 것이다. 메갈란코사우루스는 상당히 작았고, 성인의 길이는 약 25 센티미터 밖에 되지 않았다. 그것은 카멜레온처럼 지어졌고 아마도 곤충과 다른 작은 동물들을 먹으며 비슷한 수목 생활을 했을 것이다. 심지어 발조차 카멜레온처럼 두 개의 발가락이 나머지 세 개와 반대되는 것이었다. 꼬리는 길고 선험하며 끝에 척추뼈가 융합되어 만들어진 장기처럼 이상한 발톱을 가지고 있다. 그것의 어깨는 특히 강한 근육의 부착 부위가 되었을 시들기를 형성했다. 어떤 표본들은 발에 반대되는 숫자를 가지고 있다. 모든 종의 구성원들이 이 숫자를 가지고 있는 것으로 보이는 것은 아니기 때문에, 교미하는 동안 어느 성에게나 더 강한 나뭇가지 장악이 필요한 것에 의해서만 홀린, 성적 이형성의 한 예라고 추측되어 왔다. 메갈란코사우루스의 머리는 표면상 매우 새같다. 두개골의 길이는 대략 30mm, 높이는 12mm이었다. 눈은 크고 주둥이는 좁았다. 코끝을 향해 작은 전치 2개가 있었는데, 최소 22개의 작은 치아와 이아스테마에 의해 분리되었다. 이 궤도는 메갈란코사우루스가 쌍안경으로 잘 보였음을 암시하는 전방의 방향이었다. 메갈란코사우루스는 활공 능력을 갖췄다는 주장이 제기됐지만 완전히 배제되지는 않았다. 메갈란코사우루스 프리오넨시스는 1980년에 처음 묘사되었다. 그것의 발견자들은 그것이 부분적으로 항균성 페네스트라를 가지고 있다는 믿음에 근거하여 그것을 대공룡으로 해석했다. 1994년에 원래 드레파노사우루스의 청소년으로 생각되었던 두 개의 표본이 이 종에 할당되었다. 이 발견은 그것이 드레파노사우루스라는 것을 깨닫게 했다. 이후 그룹 내에서 가장 파생된 멤버로 꼽혀왔다.

## 가까운 친척
메갈란코사우루스의 가까운 친척이 되는 종에는 다음과 같은 종들이 있다.
- 돌라브로사우루스

- 드레파노사우루스

- 하이푸론텍터

- 발레사우루스

## 생존시기와 서식지와 화석의 발견
메갈란코사우루스가 생존하던 시기는 중생대의 트라이아스기 후기로 지금으로부터 약 2억년전~1억 8천만년전에 생존했던 종이다. 생존했던 시기에는 유럽의 숲과 열대우림에서 주로 서식했던 도마뱀이다. 화석의 발견은 1981년에 유럽의 트라이아스기에 형성된 지층에서 유럽의 고생물학자들에 의해 처음으로 화석이 발견되어 새롭게 명명된 종이다.

## 같이 보기
- 파충류
- 중생대
- 도마뱀